# Basinkomst i Belgien och Nederländerna
Basinkomst har debatterats i BENELUX-länderna sedan mitten av 1970-talet. Philippe Van Parijs, Belgien, är en av de främsta förespråkarna för basinkomst i världen, med ett flertal böcker i ämnet publicerade. Han var även en av grundarna till Basic Income Earth Network (tidigare Basic Income European Network). Andra kända förespråkare är bland annat Roland Duchatelet (Vivant) och ekonomen L.F.M Groot.. Under sommaren 2015 kom nyheten att ett pilotförsök med basinkomst skall genomföras i Utrecht, Nederländerna. Försöket, som handlar om att vissa bidragstagare på prov skall få basinkomst istället för konventionella bidrag, såsom försörjningsstöd, är ett samarbetsprojekt mellan Utrechts kommun och Utrecht University.  Även ett flertal andra kommuner har under 2017 också påbörjat olika varianter av försök med basinkomst, eller basinkomstliknande, system.

## Historik

### 1970-talet och 1980-talet
Debatten om basinkomst kan sägas ha startat 1975, då Leo Jansen, en parlamentsledamot för det "rödgröna" kristna partiet Politieke Partij Radikalen (PPR) drev frågan. 1977 hade basinkomst även blivit en officiell del av partiets manifest och stöddes även av flera mindre fackföreningar. 1985 tog den oberoende men regeringsknutna tankesmedjan "Wetenschappelijke Raad voor het Regeringsbeleid" ställning för visionen.

### 1990-talet och 2000-talet

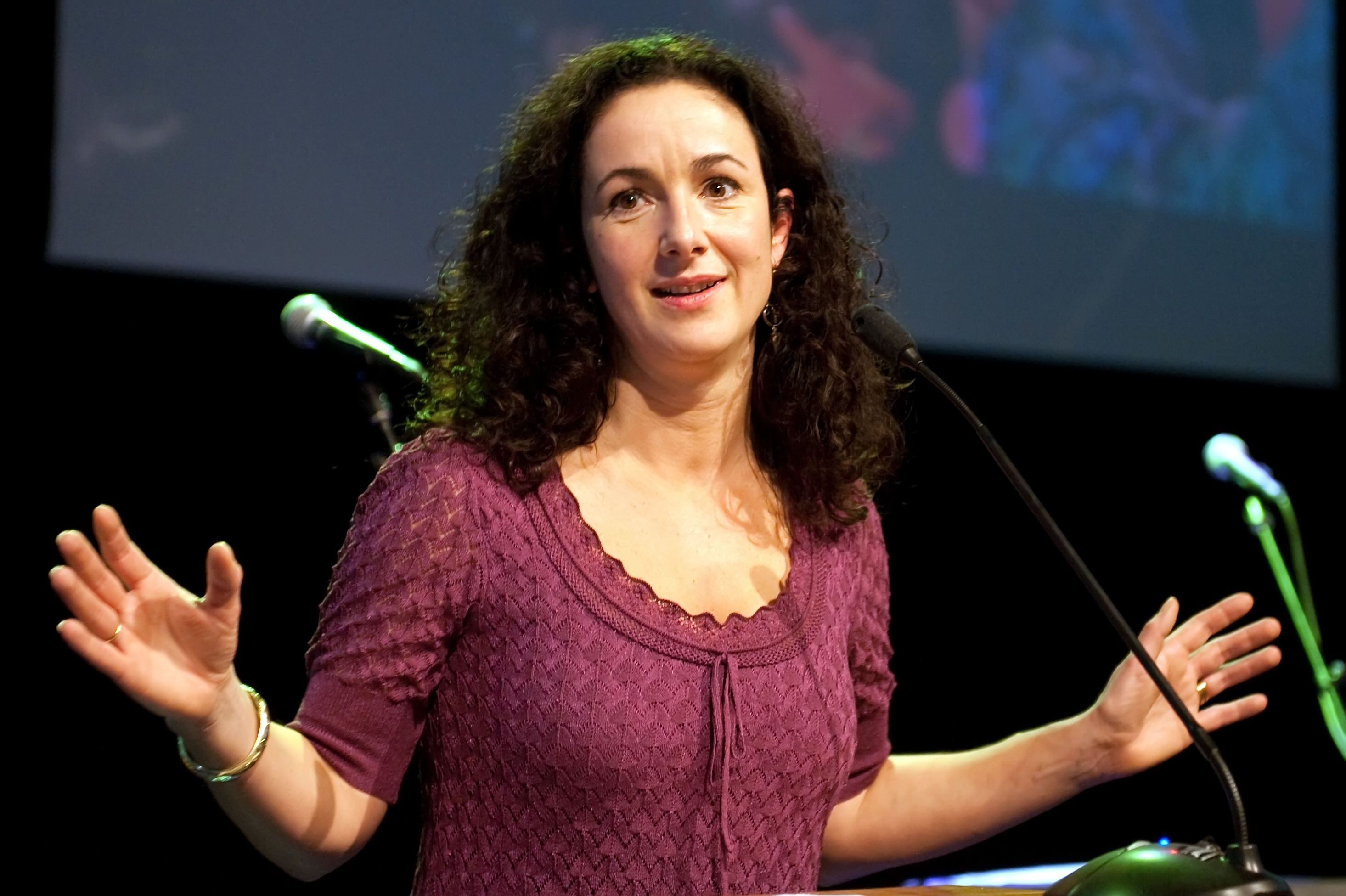
Femke Halsema (2010)

I mitten av 2000-talet drev Femke Halsema, partiledare för Grön vänster, frågan om en "partiell basinkomst" och hennes idéer togs med i partiet valmanifest för 2006.
Basinkomst har också diskuterats inom fackföreningsrörelsen. Exempelvis togs idén upp till diskussion av Nederländernas största fackförening FNV (Federatie Nederlandse Vakbeweging / Federation of Dutch Trade Unions) under dess konferens den 10-11 maj 2017. Den slutliga text om basinkomst som antogs på kongressen innebar i korthet att FNV ser positivt på pilotförsök och undersökningar kring basinkomst, i enlighet med de rekommendationer som inkommit från FNV:s egna medlemmar. 

## Organisationer och enskilda som stödjer basinkomst

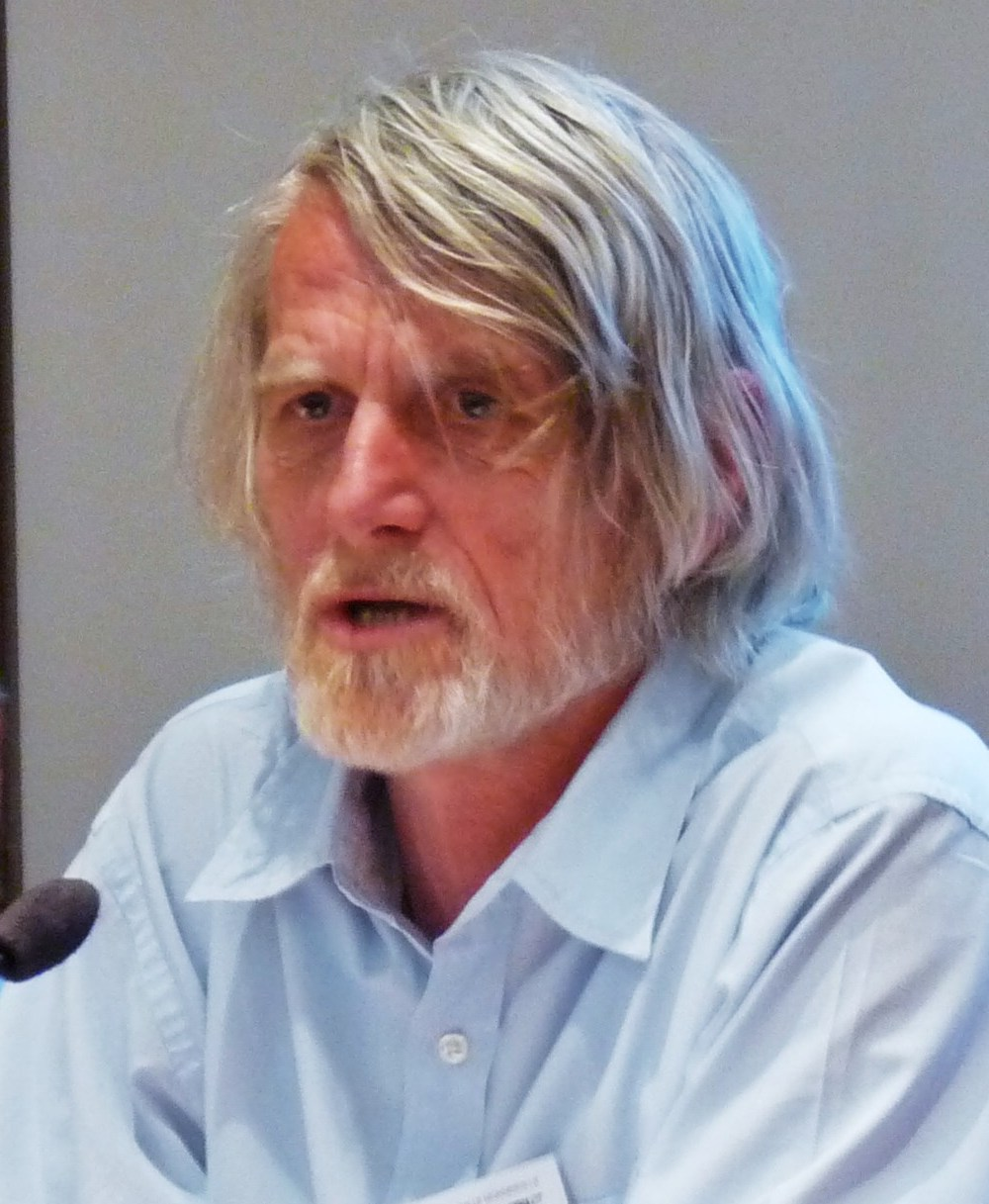
Philippe Van Parijs

### Politiska partier
Piratpartiet i Belgien tog liksom sina systerpartier i flera andra länder ställning för basinkomst år 2014. Den nivå som partiet då nämnde var 1500 euro per månad.

### Akademiker och debattörer
Philippe Van Parijs är en av världens mest kända akademiska förespråkare för basinkomst. En av hans mest kända böcker är Real Freedom for All - What (if anything) can justify Capitalism, i vilken han gör ett grundligt försök till filosofisk legitimering av konceptet. Den nederländske ekonomen L.F.M. Groot har också intresserat sig för basinkomst under en stor del av sin karriär. Bland hans böcker och artiklar märks Basic income, unemployment and compensatory justice, Basic income on the Agenda (medförfattare) och Why launch a European basic income experiment? (2004).

## Kritik
Lodewijk Asscher och Jetta Klijnsma, minister och sekreterare vid Ministeriet för sysselsättning och socialt arbete (nederländska: Ministerie van Sociale Zaken en Werkgelegenheid; SZW) tillfrågades i april 2017 om sin syn på basinkomst i Radar Extra-dokumentären "Chance of Work: 3 percent". Programmet fokuserade främst på svårigheterna för arbetslösa över 55 år att återgå till arbetsmarknaden, men intervjun kom också in på basinkomst. Asscher och Klijnsma förklarade då att de inte ansåg att basinkomst är ett realistiskt förslag, och att idén inte passar in i deras partiers ambitioner om ökad sysselsättning och ökat deltagande.

## Attitydundersökningar
I april 2017 genomförde Trendhuis, en belgisk forskningsgrupp som undersökt trender i den allmänna opinionen sedan 2006, en attitydundersökning om basinkomst. Undersökningen var webb-baserad och 1028 personer ur den flamländska språkdelen av Belgien svarade på frågorna. Frågan som ställdes var om respondenterna var positiva till basinkomst, definierad som en bestämd månatlig summa pengar, garanterad av staten, till alla medborgare, utan behovsprövning och arbetsvillkor. 61 procent av de tillfrågade svarade positivt på den frågan, det vill säga att de ansåg att alla (medborgare) borde ha rätt till en garanterad basinkomst.